# Gran Premio Ciclomotoristico 1956
Il Gran Premio Ciclomotoristico delle Nazioni 1956, già Roma-Napoli-Roma, trentatreesima edizione della corsa, si svolse dal 25 al 29 aprile 1956 su un percorso di 1113,3 km, suddiviso su 5 tappe (tutte suddivise in 2 semitappe). La vittoria fu appannaggio del belga Stan Ockers, che completò il percorso in 31h11'00", precedendo l'italiano Bruno Monti ed il lussemburghese Charly Gaul.

## Tappe
| Tappa  | Data      | Percorso             | km     | Vincitore di tappa  | Leader cl. generale |
| ------ | --------- | -------------------- | ------ | ------------------- | ------------------- |
| 1ª-1   | 25 aprile | Roma > Spoleto       | 137    | Vincenzo Zucconelli | Vincenzo Zucconelli |
| 1ª-2   | 25 aprile | Spoleto > Perugia    | 62     | Stan Ockers         | Stan Ockers         |
| 2ª-1   | 26 aprile | Perugia > Terni      | 96     | Fiorenzo Magni      | Stan Ockers         |
| 2ª-2   | 26 aprile | Terni > L'Aquila     | 97     | Guido Messina       | Stan Ockers         |
| 3ª-1   | 27 aprile | L'Aquila > Frosinone | 148    | Rolf Graf           | Stan Ockers         |
| 3ª-2   | 27 aprile | Frosinone > Fiuggi   | 36     | Stan Ockers         | Stan Ockers         |
| 4ª-1   | 28 aprile | Fiuggi > Caserta     | 199    | Bernard Gauthier    | Stan Ockers         |
| 4ª-2   | 28 aprile | Caserta > Napoli     | 71     | Stan Ockers         | Stan Ockers         |
| 5ª-1   | 29 aprile | Napoli > Latina      | 174    | Stan Ockers         | Stan Ockers         |
| 5ª-2   | 29 aprile | Latina > Roma        | 93,3   | Stan Ockers         | Stan Ockers         |
| Totale | Totale    | Totale               | 1113,3 |                     |                     |

## Dettagli delle tappe

### 1ª tappa, 1ª semitappa
- 25 aprile: Roma > Spoleto – 137 km

Risultati
| Pos. | Corridore           | Squadra | Tempo    |
| ---- | ------------------- | ------- | -------- |
| 1    | Vincenzo Zucconelli | Legnano | 3h39'04" |
| 2    | Sante Ranucci       | Legnano | a 42"    |
| 3    | Charly Gaul         | Faema   | a 1'02"  |

| Pos. | Corridore           | Squadra | Tempo |
| ---- | ------------------- | ------- | ----- |
| 1    | Vincenzo Zucconelli | Legnano | ?     |

### 1ª tappa, 2ª semitappa
- 25 aprile: Spoleto > Perugia – 62 km

Risultati
| Pos. | Corridore      | Squadra | Tempo    |
| ---- | -------------- | ------- | -------- |
| 1    | Stan Ockers    | Elvé    | 1h39'36" |
| 2    | Fred De Bruyne | Mercier | a 26"    |
| 3    | Cleto Maule    | Torpado | a 37"    |

| Pos. | Corridore   | Squadra | Tempo |
| ---- | ----------- | ------- | ----- |
| 1    | Stan Ockers | Elvé    | ?     |

### 2ª tappa, 1ª semitappa
- 26 aprile: Perugia > Terni – 96 km

Risultati
| Pos. | Corridore       | Squadra | Tempo    |
| ---- | --------------- | ------- | -------- |
| 1    | Fiorenzo Magni  | Nivea   | 2h42'32" |
| 2    | Germain Derycke | Faema   | s.t.     |
| 3    | Guido Messina   | Fréjus  | s.t.     |

| Pos. | Corridore   | Squadra | Tempo |
| ---- | ----------- | ------- | ----- |
| 1    | Stan Ockers | Elvé    | ?     |

### 2ª tappa, 2ª semitappa
- 26 aprile: Terni > L'Aquila – 97 km

Risultati
| Pos. | Corridore      | Squadra | Tempo    |
| ---- | -------------- | ------- | -------- |
| 1    | Guido Messina  | Fréjus  | 3h05'16" |
| 2    | Stan Ockers    | Elvé    | s.t.     |
| 3    | Giorgio Albani | Legnano | s.t.     |

| Pos. | Corridore   | Squadra | Tempo |
| ---- | ----------- | ------- | ----- |
| 1    | Stan Ockers | Elvé    | ?     |

### 3ª tappa, 1ª semitappa
- 27 aprile: L'Aquila > Frosinone – 148 km

Risultati
| Pos. | Corridore     | Squadra | Tempo    |
| ---- | ------------- | ------- | -------- |
| 1    | Rolf Graf     | Carpano | 4h06'35" |
| 2    | André Rosseel | Elvé    | s.t.     |
| 3    | Nello Fabbri  | Legnano | s.t.     |

| Pos. | Corridore   | Squadra | Tempo |
| ---- | ----------- | ------- | ----- |
| 1    | Stan Ockers | Elvé    | ?     |

### 3ª tappa, 2ª semitappa
- 27 aprile: Frosinone > Fiuggi – 36 km

Risultati
| Pos. | Corridore       | Squadra | Tempo   |
| ---- | --------------- | ------- | ------- |
| 1    | Stan Ockers     | Elvé    | 54'25"  |
| 2    | Bruno Monti     | Atala   | a 1'06" |
| 3    | Germain Derycke | Faema   | a 1'22" |

| Pos. | Corridore   | Squadra | Tempo |
| ---- | ----------- | ------- | ----- |
| 1    | Stan Ockers | Elvé    | ?     |

### 4ª tappa, 1ª semitappa
- 28 aprile: Fiuggi > Caserta – 199 km

Risultati
| Pos. | Corridore        | Squadra | Tempo    |
| ---- | ---------------- | ------- | -------- |
| 1    | Bernard Gauthier | Mercier | 5h14'54" |
| 2    | Guido De Santi   | Ignis   | a 26"    |
| 3    | Danilo Barozzi   | Atala   | a 2'02"  |

| Pos. | Corridore   | Squadra | Tempo |
| ---- | ----------- | ------- | ----- |
| 1    | Stan Ockers | Elvé    | ?     |

### 4ª tappa, 2ª semitappa
- 28 aprile: Caserta > Napoli – 71 km

Risultati
| Pos. | Corridore      | Squadra | Tempo    |
| ---- | -------------- | ------- | -------- |
| 1    | Stan Ockers    | Elvé    | 2h09'38" |
| 2    | Bruno Monti    | Atala   | a 38"    |
| 3    | Giorgio Albani | Legnano | a 54"    |

| Pos. | Corridore   | Squadra | Tempo |
| ---- | ----------- | ------- | ----- |
| 1    | Stan Ockers | Elvé    | ?     |

### 5ª tappa, 1ª semitappa
- 29 aprile: Napoli > Latina – 174 km

Risultati
| Pos. | Corridore      | Squadra | Tempo    |
| ---- | -------------- | ------- | -------- |
| 1    | Stan Ockers    | Elvé    | 5h30'21" |
| 2    | Adolfo Grosso  | Atala   | a 4"     |
| 3    | Fiorenzo Magni | Nivea   | a 11"    |

| Pos. | Corridore   | Squadra | Tempo |
| ---- | ----------- | ------- | ----- |
| 1    | Stan Ockers | Elvé    | ?     |

### 5ª tappa, 2ª semitappa
- 29 aprile: Latina > Roma – 93,3 km

Risultati
| Pos. | Corridore      | Squadra | Tempo    |
| ---- | -------------- | ------- | -------- |
| 1    | Stan Ockers    | Elvé    | 2h31'10" |
| 2    | Bruno Monti    | Atala   | a 46"    |
| 3    | Giorgio Albani | Legnano | a 51"    |

| Pos. | Corridore   | Squadra | Tempo     |
| ---- | ----------- | ------- | --------- |
| 1    | Stan Ockers | Elvé    | 31h10'00" |
| 2    | Bruno Monti | Atala   | a 5'01"   |
| 3    | Charly Gaul | Faema   | a 11'01"  |

## Classifiche finali

### Classifica generale
| Pos. | Corridore         | Squadra               | Tempo     |
| ---- | ----------------- | --------------------- | --------- |
| 1    | Stan Ockers       | Elvé-Peugeot          | 31h10'00" |
| 2    | Bruno Monti       | Atala                 | a 5'01"   |
| 3    | Charly Gaul       | Faema                 | a 11'01"  |
| 4    | Fiorenzo Magni    | Nivea-Fuchs           | a 11'05"  |
| 5    | Giorgio Albani    | Legnano               | a 11'36"  |
| 6    | Guido Messina     | Fréjus-Superga        | a 13'13"  |
| 7    | Cleto Maule       | Torpado-Pirelli       | a 14'54"  |
| 8    | Jacques Dupont    | Mercier-BP-Hutchinson | a 14'54"  |
| 9    | Nello Fabbri      | Legnano               | a 19'15"  |
| 10   | Pietro Nascimbene | Carpano-Coppi         | a 19'24"  |